# Tunnel de Kaisa
Le tunnel de Kaisa (finnois : Kaisantunneli) est un tunnel de circulation douce du quartier de Kluuvi à Helsinki en Finlande.

## Présentation
Le tunnel destiné aux cyclistes et aux piétons passe sous la gare centrale d'Helsinki entre la rue Töölönlahdenkatu et le parc de Kaisaniemi. 
Une piste cyclable de 4 mètres de large et une voie piétonne de 3,5 mètres de large seront réalisées dans le tunnel d'environ 220 mètres de long et 8 mètres de large.
Le tunnel sera construit au nord du tunnel piétonnier de la gare existant menant à Elielinaukio.
L'ancien tunnel piétonnier de la gare centrale sera relié au tunnel de Kaisa par un couloir et ils auront la même entrée du côté de Kaisaniemi.
Le tunnel sera relié directement à Baana. 
Le nouveau passage sous la ligne principale rationalisera considérablement le trafic cycliste, tandis que le nombre de piétons et de cyclistes diminuera dans Kaivokatu et Elielinaukio, où le trafic cycliste actuel est à l'origine de situations dangereuses voire d'accidents,,,. 
Le tunnel de Kaisa créera un itinéraire couvert de la gare centrale d'Helsinki à la bibliothèque centrale Oodi.
On estime qu'environ 4 900 cyclistes par jour passeront par le tunnel à l'automne 2025.
À son maximum, le nombre total de piétons et de cyclistes pourrait être de 20 000 par jour.

## Équipements associés
Le tunnel est une composante du réseau Baana d'Helsinki.
À côté du tunnel, l'établissement des transports de la ville d'Helsinki (HKL) construira une aire de stationnement pour environ 1 500 cycles.

## Construction du tunnel
Les travaux menés par l'entreprise Destia devraient être terminés à l'automne 2023,. 

## Galerie

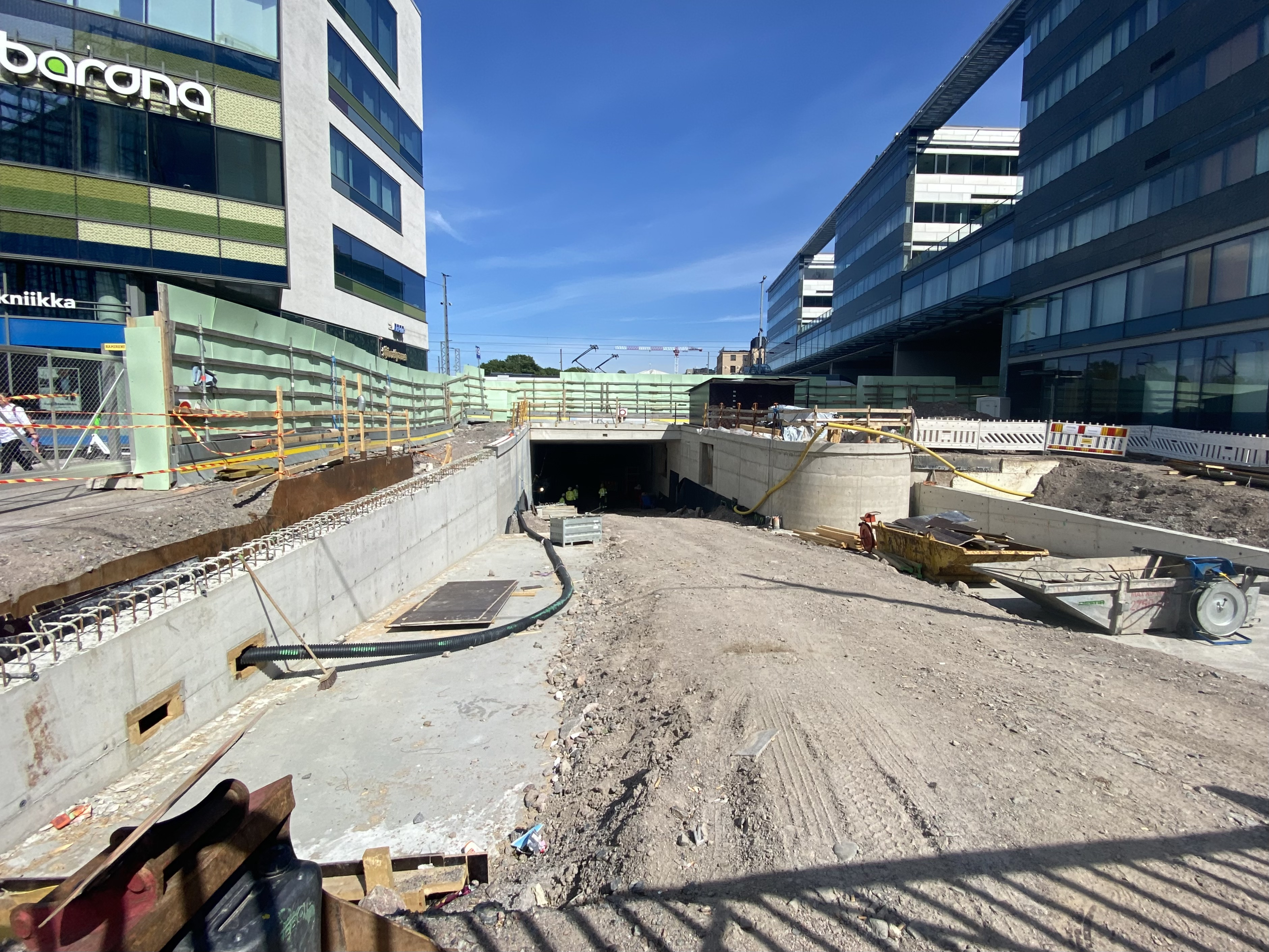
L'entrée ouest en juin 2022.